# Brown Eyed Girls
Brown Eyed Girls (hangul: 브라운 아이드 걸스) är en sydkoreansk tjejgrupp bildad 2006 av Nega Network.
Gruppen består av de fyra medlemmarna JeA, Miryo, Narsha och Gain.

## Medlemmar
| Artistnamn   | Artistnamn | Födelsenamn  | Födelsenamn | Födelsedatum      |
| Romanisering | Hangul     | Romanisering | Hangul      | Födelsedatum      |
| ------------ | ---------- | ------------ | ----------- | ----------------- |
| JeA          | 제아       | Kim Hyo-jin  | 김효진      | 18 september 1981 |
| Miryo        | 미료       | Jo Mi-hye    | 조미혜      | 2 november 1981   |
| Narsha       | 나르샤     | Park Hyo-jin | 박효진      | 28 december 1981  |
| Gain         | 가인       | Son Ga-in    | 손가인      | 20 september 1987 |

## Diskografi

### Album
| Albuminformation                                       | Topplacering          | Topplacering   |
| Albuminformation                                       | Sydkorea (Gaon Chart) | Japan (Oricon) |
| ------------------------------------------------------ | --------------------- | -------------- |
| Your Story (Studioalbum) - Nyutgåva: 25 augusti 2006   | 14                    | —              |
| Leave Ms. Kim (Studioalbum) - Släppt: 6 september 2007 | 9                     | —              |
| With L.O.V.E (EP-skiva) - Släppt: 17 januari 2008      | 7                     | —              |
| My Style (EP-skiva) - Släppt: 18 september 2008        | 8                     | —              |
| Sound-G (Studioalbum) - Japansk version: augusti 2010  | 1                     | 54             |
| Festa On Ice 2010 (EP-skiva) - Släppt: 6 april 2010    | —                     | —              |
| Sixth Sense (Studioalbum) - Nyutgåva: 9 november 2011  | 2                     | —              |
| Black Box (Studioalbum) - Släppt: 29 juli 2013         | 5                     | —              |
| Basic (Studioalbum) - Släppt: 5 november 2015          | 8                     | —              |

### Singlar
| År        | Titel              | Topplacering          | Topplacering   |
| År        | Titel              | Sydkorea (Gaon Chart) | Japan (Oricon) |
| Koreanska | Koreanska          | Koreanska             | Koreanska      |
| --------- | ------------------ | --------------------- | -------------- |
| 2006      | "다가와서"         | 78                    | —              |
| 2006      | "Hold the Line"    | 1                     | —              |
| 2007      | "오아시스"         | 92                    | —              |
| 2007      | "너에게 속았다"    | 88                    | —              |
| 2008      | "L.O.V.E"          | 1                     | —              |
| 2008      | "How Come"         | 1                     | —              |
| 2008      | "My Style"         | 3                     | —              |
| 2009      | "Candy Man"        | 2                     | —              |
| 2009      | "Abracadabra"      | 1                     | —              |
| 2009      | "Sign"             | 1                     | —              |
| 2010      | "Magic"            | 12                    | —              |
| 2011      | "Hot Shot"         | 2                     | —              |
| 2011      | "Sixth Sense"      | 1                     | —              |
| 2011      | "Cleansing Cream"  | 4                     | —              |
| 2012      | "One Summer Night" | 7                     | —              |
| 2013      | "Recipe"           | 4                     | —              |
| 2013      | "Kill Bill"        | 2                     | —              |
| 2013      | "Tonight"          | 19                    | —              |
| 2015      | "Brave New World"  | 10                    | —              |
| Japanska  |                    |                       |                |
| 2011      | "Sign"             | —                     | 24             |